# Monarga
Monarga (gr. Μόναργα, tur. Boğaztepe) – wieś na Cyprze, w dystrykcie Famagusta. Położona jest na terenie republiki Cypru Północnego.